# Telebuga
Telebuga, Talabuga, Tula Buga, Tula Buqa, Tulabuga, Talubuga o Telubuga fue kan de la 
Horda de Oro entre 1287 y 1291. Era hijo de Tartu y nieto de Batú Kan. Llegó al poder en la Horda de Oro en 1287 con la ayuda de Nogai Kan, pero fue destronado 4 años después por el mismo y reemplazado por Tojta.

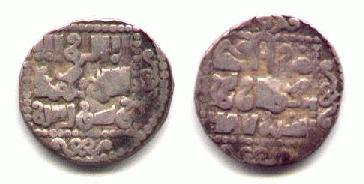
Dirham de plata de Tulabuga.

## Carrera militar

### Campañas europeas
Estuvo presente en la invasión mongola del Gran Ducado de Lituania con Nogai bajo el mando de Burundái en 1259. Juntamente con Nogai Kan dirigió la segunda invasión mongola de Hungría en 1284 y 1285 y la tercera expedición mongola contra Polonia en 1287. A pesar de un inicio exitoso, la mayoría de los ataques fracasaron.
A los duques de Hálych y de la Rus de Kiev les ordenaron marchar sobre Hungría conjuntamente con Tulabuga y Nogai en 1285. A pesar de que saquearon algunas ciudades y pueblos, fueron derrotados por el ejército real húngaro y por los válacos en su retirada. para Tulabuga. El ejército de Telebuga se extravió en los Cárpatos y perdió varios caballos debido al frío. Poco después, Nogai le hizo kan del Ulús de Jóchid, la parte occidental constituyente de la Horda de Oro, derrocando al anterior kan. Tulabuga compartió su autoridad con su hermano y sus primos que eran hijos de Mongke Temur Kan. 
En la siguiente expedición se dieron claras desavenencias y tensiones entre ellos. En 1286, el kan Tulabuga decidió organizar la campaña sobre Polonia, requiriendo la compañía de Nogai. Para conseguir esta colaboración, el kan se dirigió con un ejército al cuartel de Nogai, pero no se pusieron de acuerdo y finalmente Talabuga marchó solo hacia Polonia. El kan Tulabuga dejó parte de sus tropas en Volodímir, por entonces capital de Principado de Halych-Volynia, y atacó Polonia juntamente con los ejércitos del Rus. Por entonces, los tártaro-mongoles habían saqueado Volinia. Avanzarron hacia Cracovia por Sandomierz y Zawichost. Los mongoles volvieron con 20.000 cautivos polacos.
En 1287, Tulabuga volvió a Polonia. Esta vez marchó al lado de Alguy, hijo de Mengu-Timur. Al regresar, acompañado por los duques Leo y Mstislav, lo hizo por Lviv. En este momento el duque Vladímir le entregó el trono a Mstislav, hijo de Daniel de Galitzia, presionado por los poderosos Tulabuga y Alguy. El duque Leo intentó revocar este acto posteriormente, amenazándole con la presencia de "su amigo" el kan Nogai, pero Mstislav repuso que la transferencia de poder se había hecho de acuerdo con los gobernantes y consejeros de la Horda de Oro y no quería molestarles.
En 1290 él y Nogai atacaron la tierra de Cerco (probablemente circasianos o kirguises). El clima se les volvió en contra y Nogai le dejó solo, regresando a sus dominios. Tulabuga perdió toda su compañía y tropa con la excepción de su katún (esposa) principal. Tulabuga sospechó que Nogai estaba detrás del fracaso de la campaña.

### Guerras contra el Ilkanato
Tulabuga se concentró principalmente en Europa. Durante su reinado, su ejército invadió el Ilkanato a través del Cáucaso en 1288 y en 1290. Ambos intentos fueron rechazados por Arghun. Estas acciones fracasadas le dieron mala reputación entre los nobles mongoles, aunque nunca se alió con Egipto contra sus parientes en Persia.

## Muerte
Los principados rusos estaban divididos entre las influencia de Tulabuga y la de Nogai. Nogai ejercía su control sobre el noroeste del Rus, mientras que los príncipes orientales estaban del lado de Tulabuga. Este último no estaba satisfecho con esta desintegración de su imperio.
Nogai le citó para reunirse con los Gingisidas y lo traicionó. Tulabuga, que había ido sin guardaespaldas, fue emboscado y arrestado. Nogai ordenó a Tojta que ejecutara a Tulabuga en 1290 o 1291.